# Аронсон, Шломо
Шломо Аронсон (1863, Круча, Могилёвская губерния — 1935, Тель-Авив, Подмандатная Палестина) — раввин, деятель сионистского движения. Активный участник движения «Ховевей Цион». Главный ашкеназийский раввин Тель-Авива (1923—1935). Отец художника Бориса Аронсона. Двоюродный брат З. Анохи.

## Биография
Родился в семье местного раввина Янкеля Аронсона. Изучал Тору в Талмуд-торе. В возрасте 15 лет начал преподавать Талмуд в иешиве Лиды, где отец возглавлял местную Рош-иешиву. В 1887 г. был назначен раввином Глухова, а в 1897 г. — Нежина. В период с 1906 по 1921 гг. — раввин Киева. Был консультантом со стороны защиты на процессе Менахема Бейлиса. Во время Первой мировой войны посвятил себя помощи еврейским беженцам из Галиции. С 1917 г. возглавлял созданную по его инициативе религиозную партию «Ахдут Исраэль».
В связи с преследованиями коммунистов бежал в 1921 г. в Германию, где был назначен раввином общины выходцев из России. В 1923 г. эмигрировал в Эрец-Исраэль. В период с 1923 по 1935 гг. был главным раввином Тель-Авива.